# Patricia Shanil Muluzi
Patricia Shanil Muluzi MP (tên khai sinh là Patricia Fukila) (1964-2024) là cựu Đệ nhất phu nhân của Malawi và là vợ của cựu Tổng thống Bakili Muluzi. Bà là một cựu giáo viên. Mặc dù cặp đôi đã kết hôn vào năm 1987 và khi Muluzi ra tranh cử Tổng thống, bà vẫn sống bí mật và trốn khỏi mắt công chúng. Sau khi Bakili Muluzi trở thành Tổng thống năm 1994, bà sống trong một dinh thự tổng thống gần Zomba. Bà xuất hiện trước công chúng lần đầu tiên một ngày trước đám cưới.

## Lễ cưới
Đám cưới xa hoa của Muluzi gây ra nhiều chỉ trích do các chính sách kinh tế của Tổng thống đã dẫn đến suy thoái trong nền kinh tế. Bao gồm 3.000 khách. Khách mời bao gồm Tổng thống Robert Mugabe của Zimbabwe, Frederick Chiluba của Zambia, Joaquim Chissano của Mozambique, Pierre Buyoya của Burundi và Vua Mswati III của Swaziland. Trong đám cưới, 29 con bò đã bị giết thịt. Bia, thức ăn và nhạc sống miễn phí đã được cung cấp tại một số khách sạn với chi phí nhà nước. Đám cưới được ước tính có chi phí 15 triệu kwacha (335.000 USD). Người đứng đầu ủy ban đám cưới, Dumiso Mulani, lưu ý rằng tổng thống đã chi khoảng 5 triệu kwacha tiền của chính mình. Tuy nhiên, phe đối lập đã tẩy chay sự kiện này, và nhiều người đã gửi lại lời mời của họ trong những gì Heatherwick Ntaba, thư ký của Đảng Quốc hội và nhóm Liên minh vì Dân chủ gọi là "sự cướp bóc tiền công".

## Cuộc sống cá nhân
Bà có năm đứa con với Bakili Muluzi, hai anh em sinh đôi, Carlucci và Edna sinh năm 1987, theo sau là Zake sinh năm 1989 và sau đó Lucy sinh năm 1992, cuối cùng là Tiyamike sinh năm 1994. Bà kết hôn với Muluzi năm 1987 và trở thành vợ thứ hai của ông. Là người Hồi giáo, Muluzi đã kết hôn với Annie Muluzi tại thời điểm họ kết hôn và họ đang trong một cuộc hôn nhân đa thê. Bà trở thành Đệ nhất phu nhân thứ hai khi Muluzi được bầu làm Tổng thống. Muluzi đã ly dị người vợ đầu tiên và Đệ nhất phu nhân chính thức, mặc dù vào năm 1999 ông tái hôn Patricia Muluzi trong một buổi lễ nikkha công cộng mang tính biểu tượng bị chỉ trích do chi phí của nó để đưa bà thành Đệ nhất phu nhân chính thức của Ma-la-uy. Năm 2011, Shanil tuyên bố rằng bà sẽ kết thúc cuộc hôn nhân của mình vì những lý do không được tiết lộ 